# Václav Roziňák
Václav Roziňák, född 7 december 1922 i Prag, död 1 mars 1997 i Zürich, var en tjeckoslovakisk ishockeyspelare.
Han blev olympisk silvermedaljör i ishockey vid vinterspelen 1948 i Sankt Moritz.